# Grande chancellerie de France

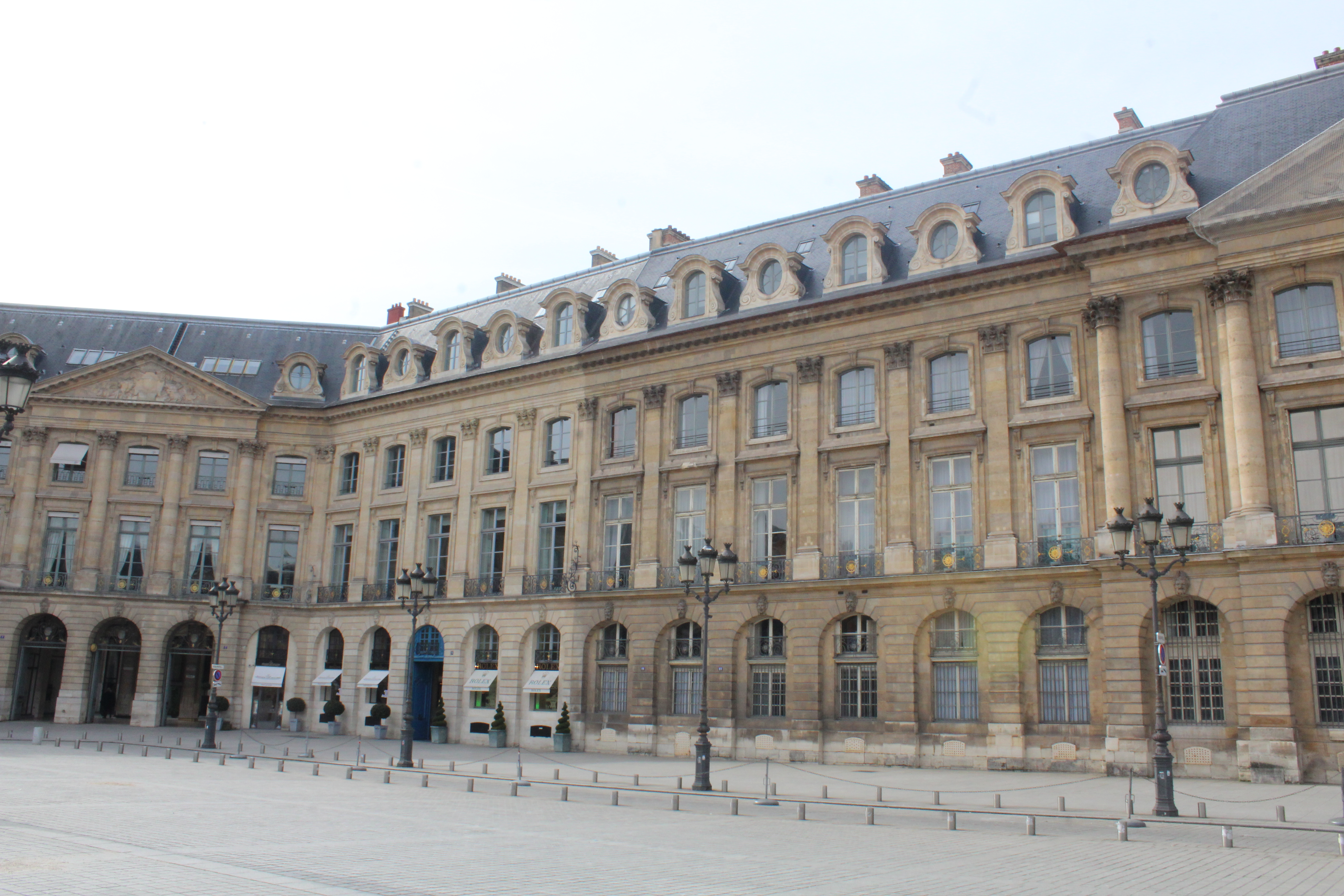
Hôtel de la grande chancellerie.

La Grande chancellerie, ou Chancellerie de France, est, sous l'Ancien Régime, la résidence du chancelier de France, et l'administration qu'il dirige, qui deviendra à la Révolution le ministère de la Justice. Par métonymie, le Ministère de la Justice — et ses services — est d'ailleurs parfois désigné sous le seul terme de chancellerie, notamment dans la presse ou dans le monde juridique.

## Présentation
La chancellerie de France est constituée d'un corps d'officiers parmi lesquels le chancelier de France, le garde des Sceaux, les grands audienciers, les secrétaires du roi, les trésoriers, les contrôleurs, ou encore les chauffe-cire.
Elle était située place Vendôme à Paris, dans les hôtels de Bourvallais et de Simiane qui sont aujourd'hui le siège du ministère de la Justice.
La chancellerie de France s'est appelée grande chancellerie par opposition aux petites chancelleries : celles créés près des parlements à la fin du XVe siècle, au nombre de 22, et les chancelleries présidiales créés près des présidiaux en 1557.
L’établissement de la Grande chancellerie de France est aussi ancien que la monarchie, elle n’a pas emprunté son nom du titre de chancelier de France : car, sous les premières monarchies, ceux qui faisaient les fonctions de chancelier n’en portaient pas le nom ; on les appelait référendaires, gardes de l’anneau ou scel royal, et c’étaient les notaires ou secrétaires du roi que l’on appelait alors « cancellarii », à cancellis, parce qu’ils travaillaient dans une enceinte fermée de barreaux ; et telle fut aussi sans doute l’origine du nom de chancellerie.

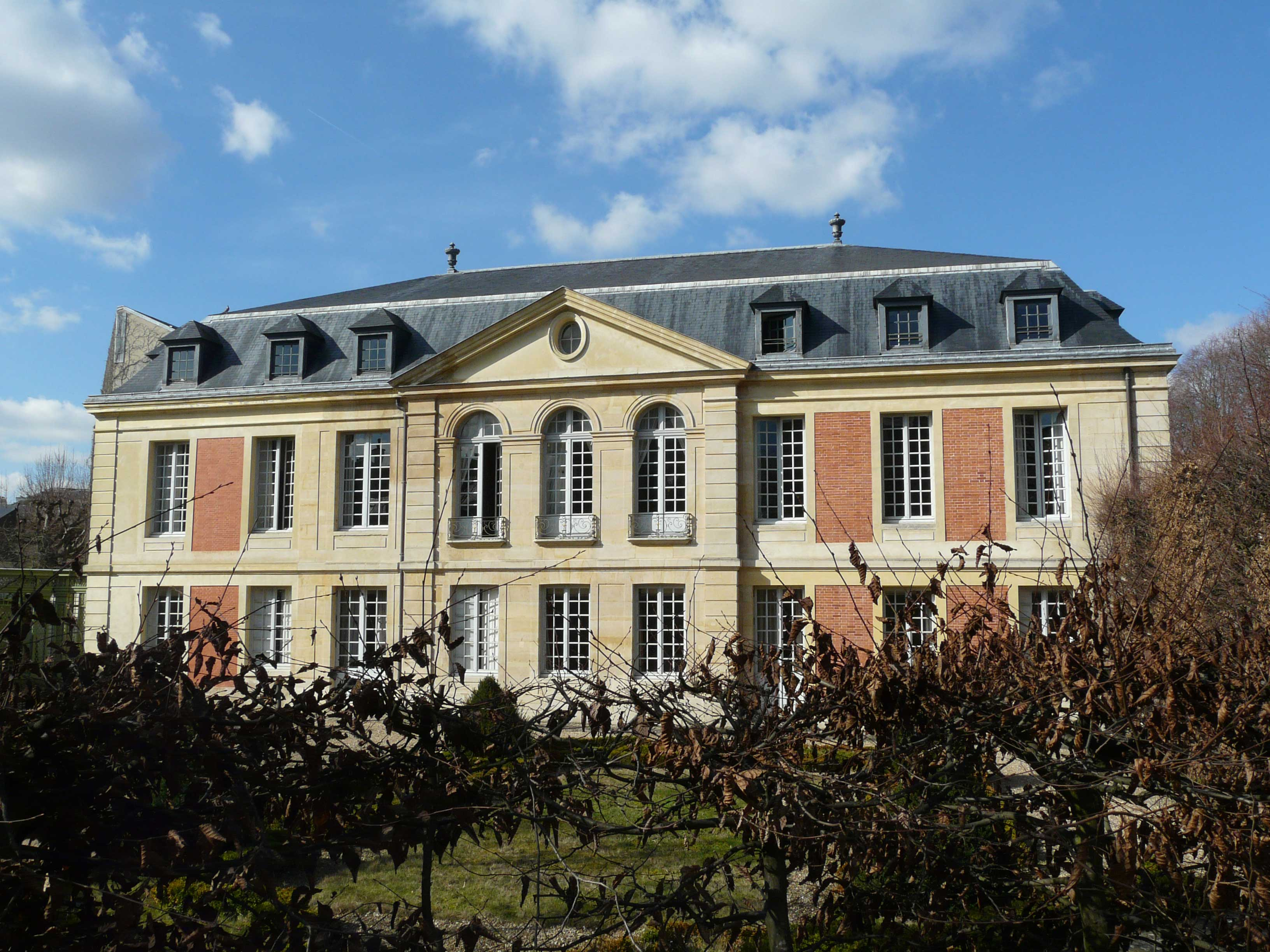
L'hôtel de la chancellerie à Versailles, actuel Conservatoire à rayonnement régional.

La France a sans doute, après le Vatican, la seconde plus vieille chancellerie du monde, puisqu'elle conserve encore 47 actes originaux datant des rois mérovingiens (481-751). La collection des plus anciens, toujours appelée Trésor des Chartes, constitue le fonds original des Archives nationales de France. Lacunaires jusqu'au XIIe siècle, ce n'est qu'à partir de sa réorganisation par frère Guérin, évêque de Senlis et garde des Sceaux de Philippe Auguste, que l'on conserve véritablement au palais du roi à Paris un exemplaire de tous les actes expédiés ou reçus par le roi. Une autre partie des archives se trouvait chez le chancelier qui les recevait de son prédécesseur, ce que montre l'inventaire commençant en 1277 des actes du Coffre des chanceliers saisis chez Guillaume Poyet en 1541.